# محمد الذنيبات
محمد الذنيبات (مواليد عام 1950 في مدينة الكرك)، هو سياسي أردني، شغل منصب نائب رئيس الوزراء بالإضافة لمنصب وزير التربية والتعليم منذ أكتوبر 2012 وحتى 14 يناير 2017 في حكومتي عبد الله النسور وهاني الملقي.
أوائل سنة 2003 عندما كان أحد الطاقم الوزاري ويشغل منصب وزير التنمية الإدارية ووزير البيئة في حكومة علي أبو الراغب تعرض لحادث سير مؤسف في منطقة القطرانة جنوب الأردن أدى إلى وفاة زوجته.

## المؤهلات العلمية
يحمل الذنيبات رتبة بروفيسور، وهو حاصل على الدرجات الأكاديمية التالية:-
- الدكتوراه في العلوم الإدارية من جامعة جنوب كاليفورنيا سنة 1982.
- الماجستير في العلوم السياسية من جامعة جنوب كاليفورنيا سنة 1981.
- ماجستير في العلوم الإدارية من جامعة جنوب كاليفورنيا سنة 1979.
- البكالوريوس في الإقتصاد والعلوم الإدارية من الجامعة الأردنية سنة 1975.

## المناصب التي شغلها
- أستاذ مساعد في الجامعة الأردنية.[5]
- أمين عام ديوان الخدمة المدنية
- 1992 مستشار في رئاسة الوزراء
- 1992-1994 رئيس ديوان الرقابة والتفتيش الإداري

## الحقائب الوزارية
- 1994- 1995 وزير دولة للتنمية الإدارية
- 2000 -2001 وزير دولة للتنمية الإدارية
- 2001 -2002 وزير التنمية الإدارية ووزير الثقافة
- 2002 -2003 وزير التنمية الإدارية
- 2003 وزير التنمية الإدارية ووزير البيئة
- 2006 -2007 وزير تطوير القطاع العام
- 2012- 2016 وزير التربية والتعليم ووزير دولة للشؤون البرلمانية

## الأوسمة
- وسام الحسين للعطاء المميز من الدرجة الأولى.[6]